# Église wallonne
 (septembre 2017).
Si vous disposez d'ouvrages ou d'articles de référence ou si vous connaissez des sites web de qualité traitant du thème abordé ici, merci de compléter l'article en donnant les références utiles à sa vérifiabilité et en les liant à la section « Notes et références ».
Une église wallonne (en néerlandais : Waalse kerk ; en allemand : Wallonische Kirche) est une église réformée néerlandaise et de façon moindre allemande, dont les membres avaient fui les Pays-Bas méridionaux (l'actuelle Belgique et le nord de la France) lors du premier refuge. Lors du deuxième refuge protestant, des huguenots français ont rejoint les communautés wallonnes, notamment le pasteur Pierre Jurieu et le philosophe Pierre Bayle. La langue usuelle des églises wallonnes est jusqu'à aujourd'hui le français. Les membres de ces églises sont appelés réformés wallons (en néerlandais, Waals Hervormd ou  Waals Gereformeerd).

## Histoire

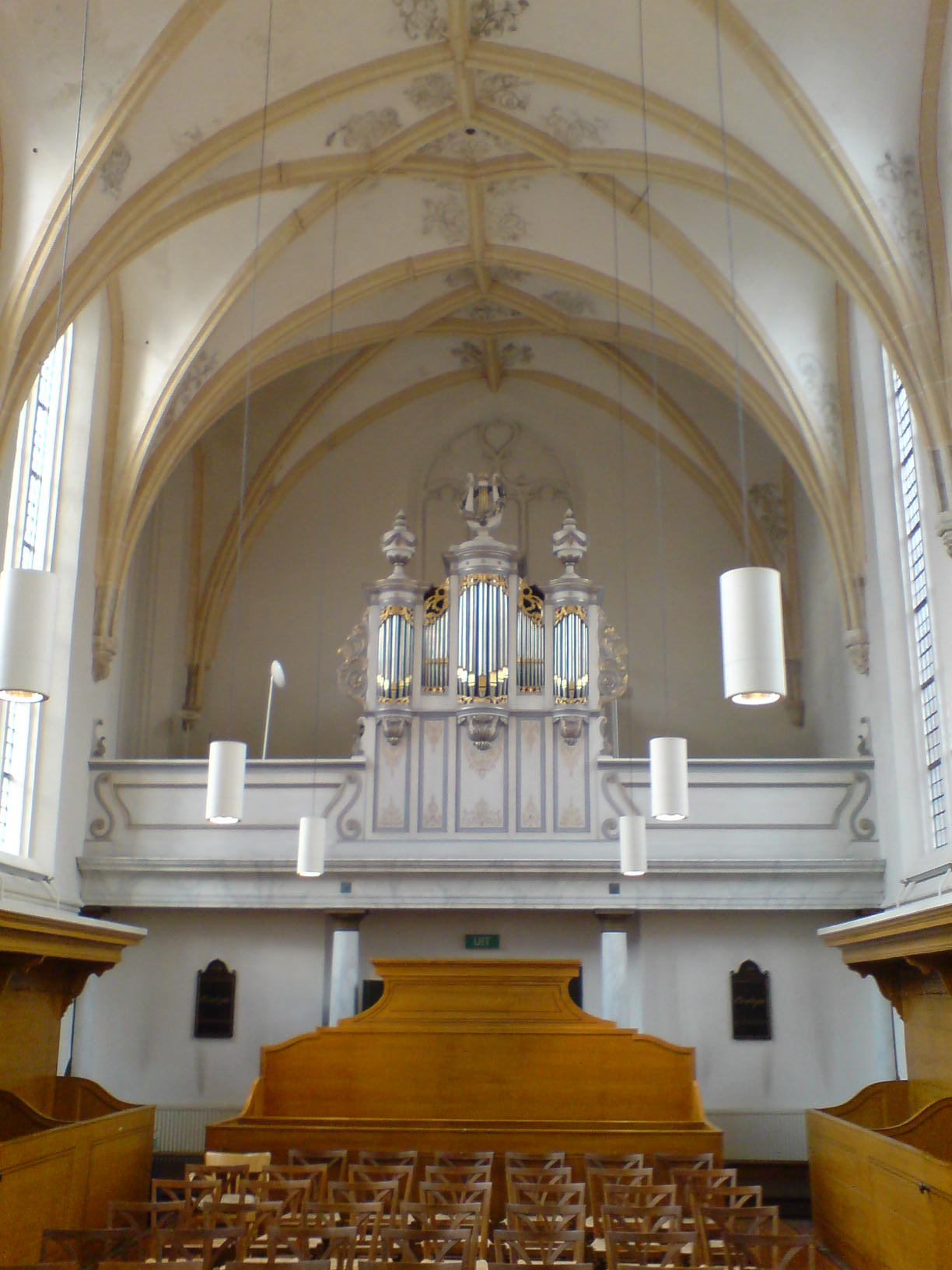
Intérieur de l'église wallonne de Zwolle.

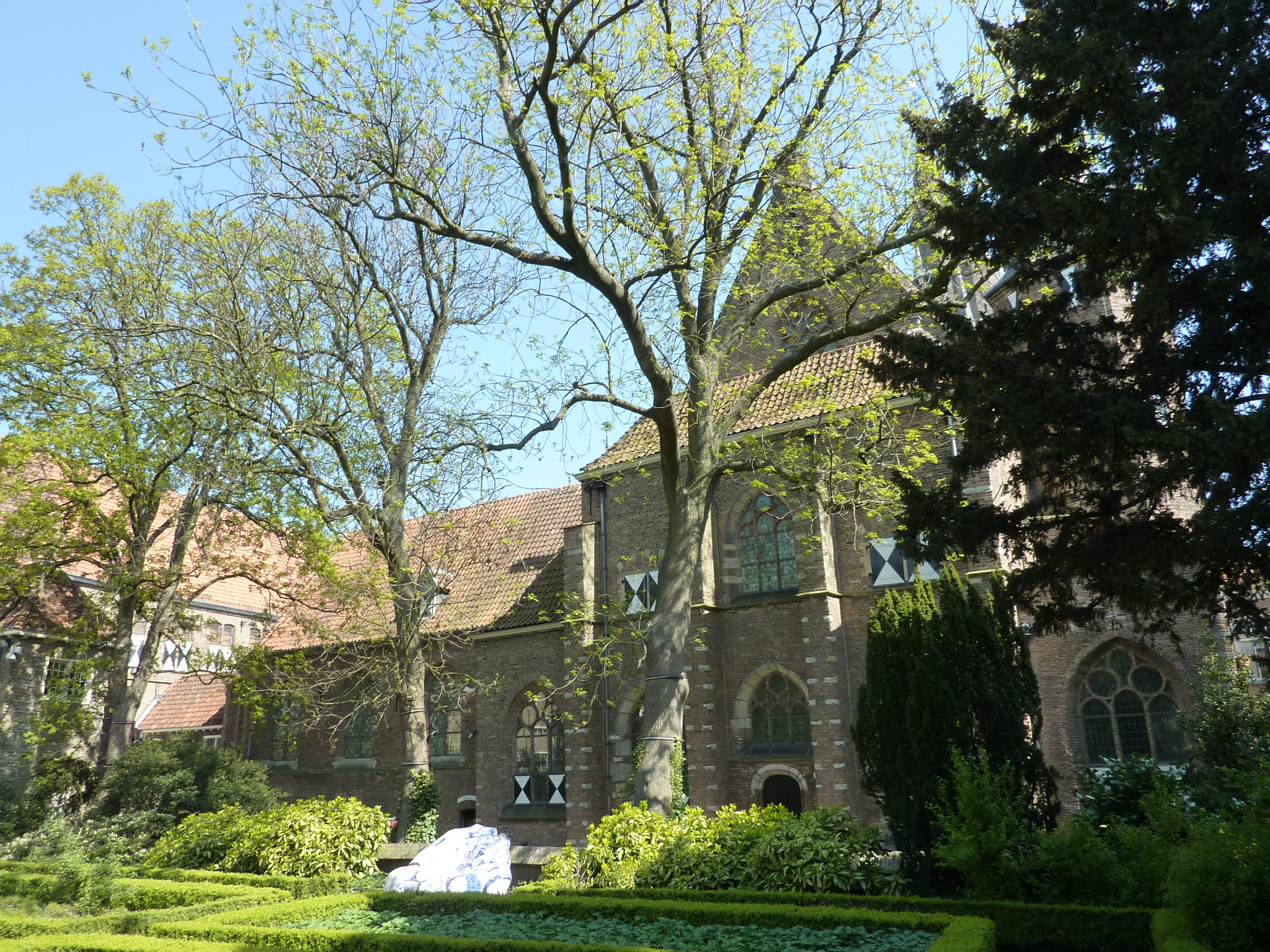
Église wallonne près du Prinsenhof de Delft.

### DuXIXesiècleà nos jours
Depuis 2004, les églises wallonnes font partie de l’Église protestante aux Pays-Bas, issue de la fusion de l’Église réformée néerlandaise avec l’Église reréformée et l’Église luthérienne. Les églises wallonnes actuelles sont donc juridiquement entièrement néerlandaises et ne dépendent d'aucune organisation étrangère. La plupart de leurs membres sont néerlandais, avec l'apport ponctuel de familles francophones établies temporairement ou définitivement aux Pays-Bas en provenance, par exemple, de Belgique, de France, de Suisse, du Cameroun ou de Madagascar. Dans les dernières années du XXe siècle, l'arrivée de réfugiés africains a constitué un apport sensible à ces paroisses. D'une certaine manière, ils forment un « troisième refuge ». Comme par le passé, le français est la langue de communication dans les services, études bibliques, conférences, voyages et autres activités des églises wallonnes. Toutefois, le néerlandais est toléré dans certaines occasions informelles, selon le principe : « Mieux vaut parler en néerlandais que se taire en français » (Beter is het in het Nederlands te spreken dan in het Frans te zwijgen).

## Vue d'ensemble

### Pays-Bas

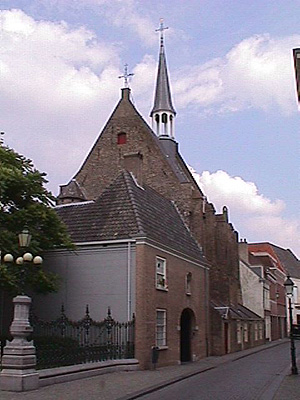
L'église wallonne de Breda.

Les communautés wallonnes forment une communauté au sein de l'Église protestante aux Pays-Bas et elles envoient leur délégué aux synodes.

### Allemagne

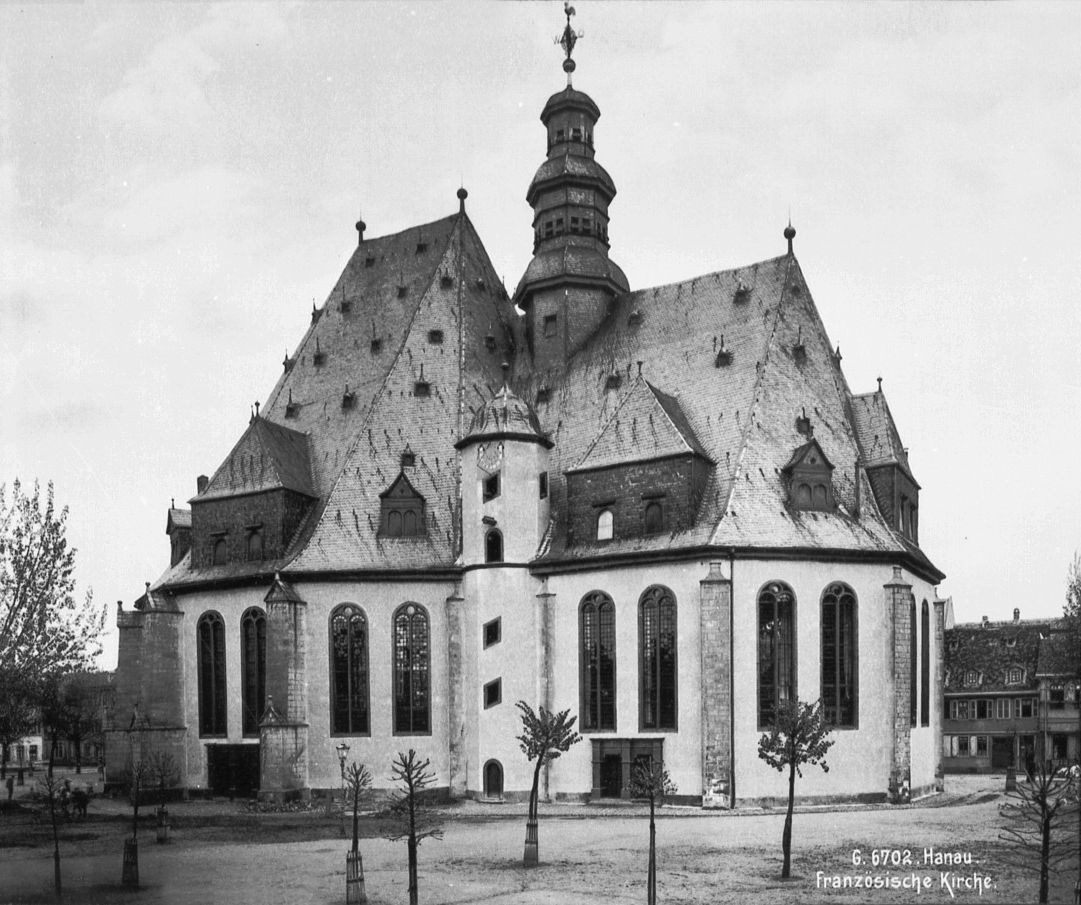
L'ancienne église wallonne de Hanau.

- Église wallonne néerlandaise de Hanau
- Église wallonne de Magdebourg
- Église wallonne de Mannheim
- Église wallonne de Cologne
- Église wallonne de Francfort

### Amérique du Nord
- Église wallonne de New Paltz, New York

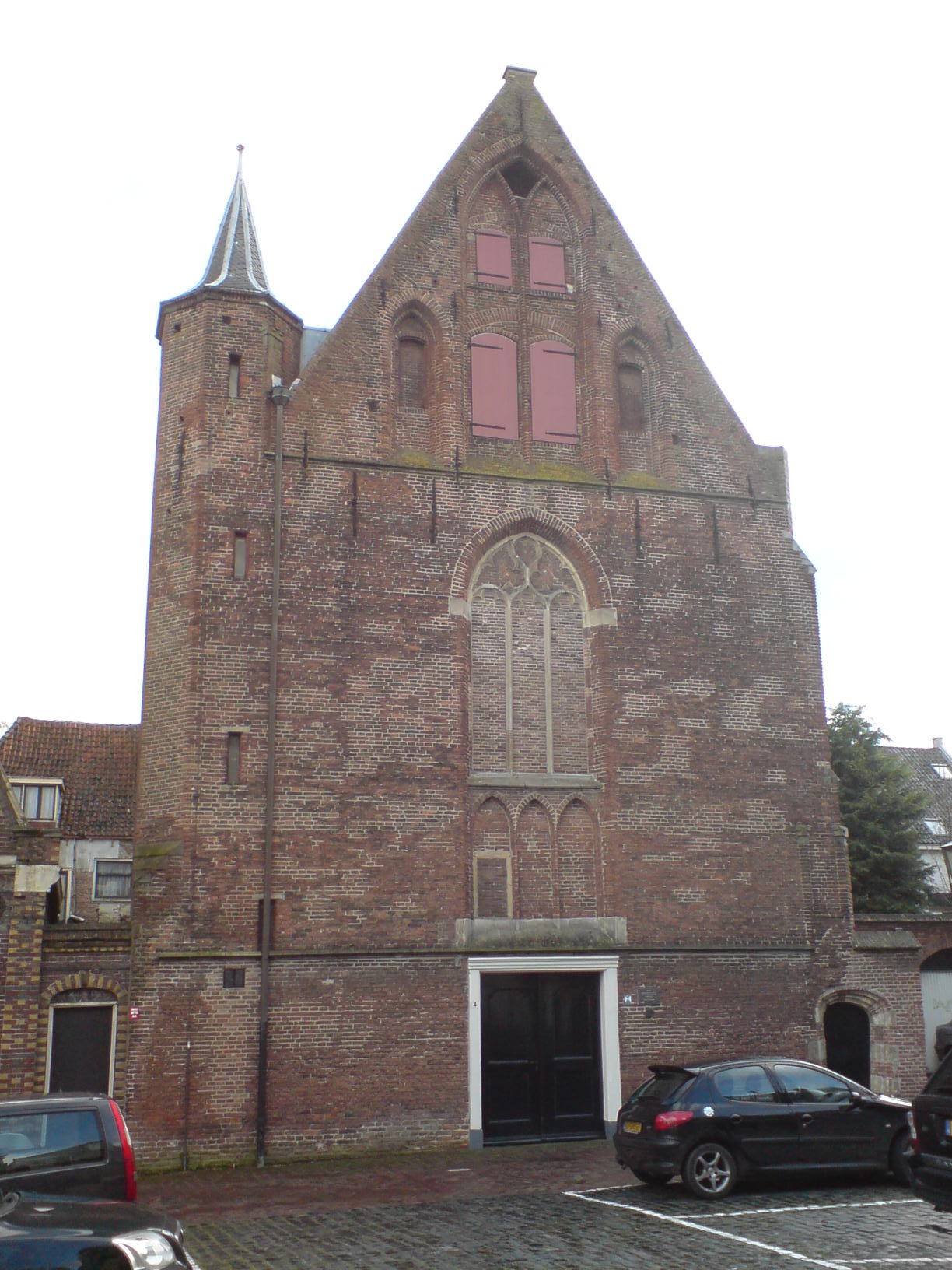
L'église wallonne de Zwolle.

- Église wallonne de New York
- Église wallonne de Récife

## Édifices

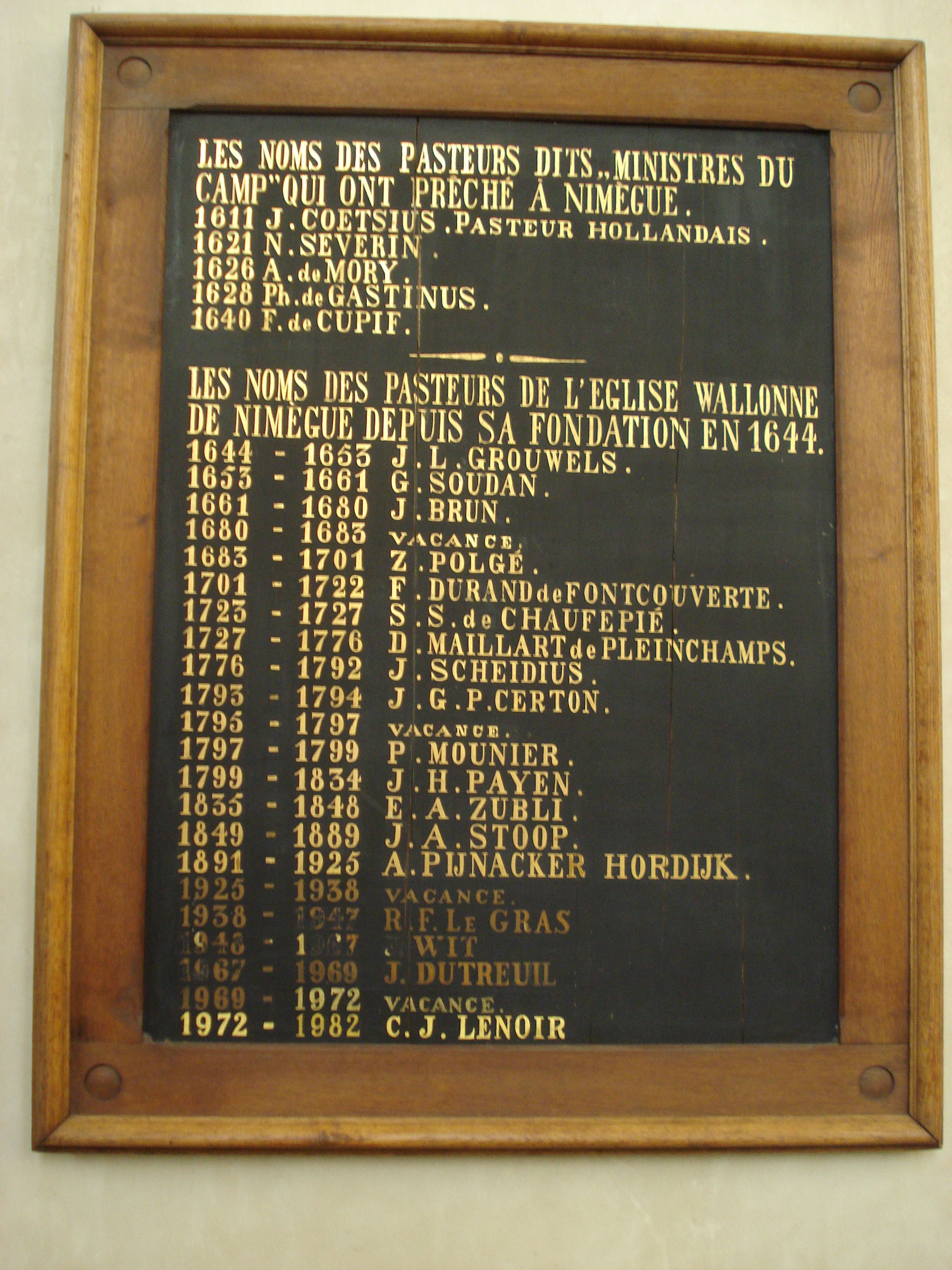
Liste des pasteurs de l'église wallonne de Nimègue dans la chapelle de la Stevenskerk.

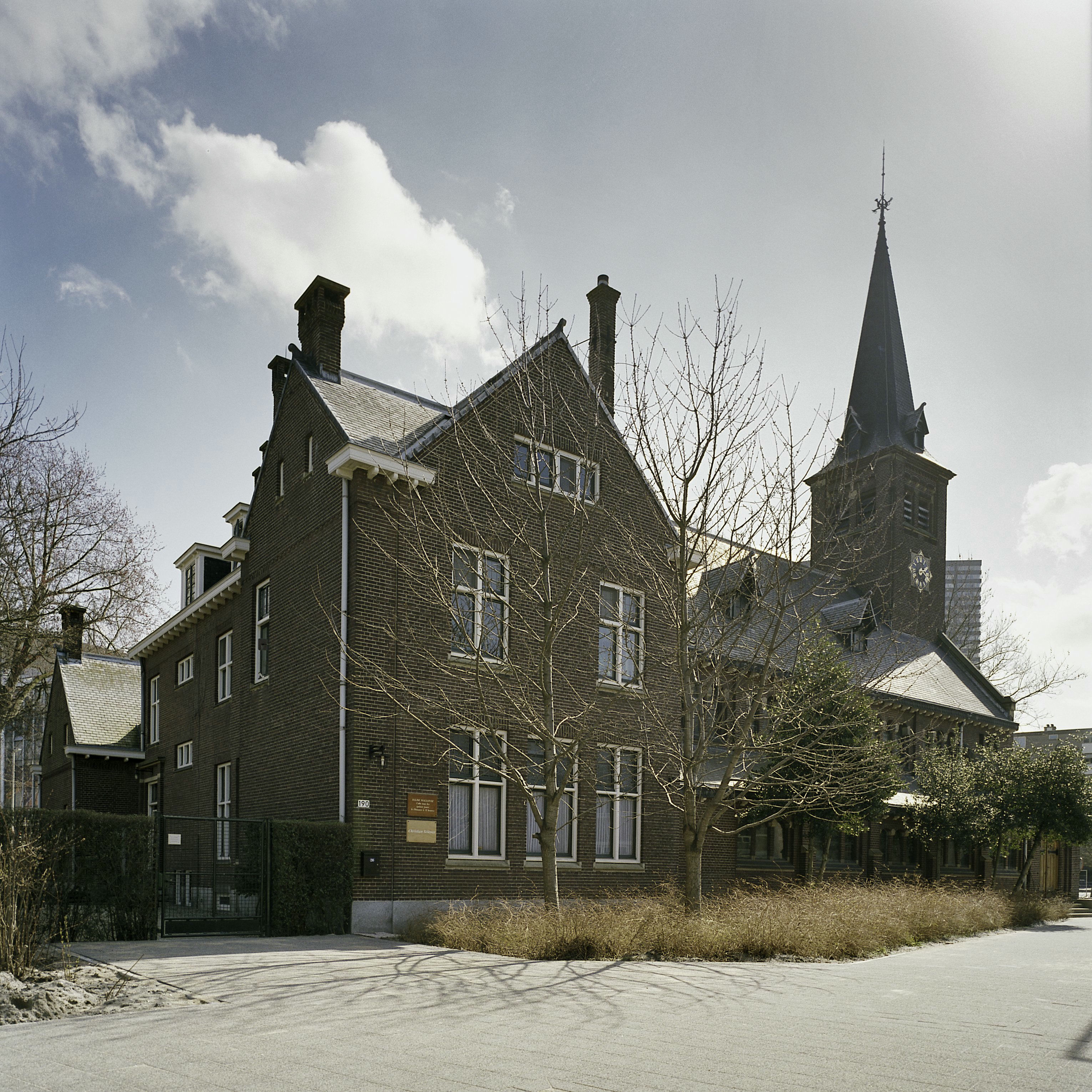
Église wallonne de Rotterdam

L'église wallonne d'Amsterdam est une ancienne chapelle dont l'Église catholique a été expropriée en 1578 et qui a été mise à disposition des réfugiés réformés.
L'église wallonne de Delft est à l'origine la chapelle du couvent Sainte-Agathe situé près de l'actuel Prinsenhof. La chapelle date du XVe siècle et a été en 1572 la chapelle de cour du prince Guillaume d'Orange.
À La Haye, les huguenots ont fait usage à partir de 1591 de la chapelle de cour du Binnenhof, depuis lors démolie. En 1808, l'église wallonne de La Haye est inaugurée au Noordeinde.
L'église wallonne de Rotterdam est située d'abord Hoogstraat, puis un nouveau bâtiment est inauguré en 1924 au n°1 Pierre Baylestraat au carrefour de la Schiedamse Vest

## Personnalités wallonnes

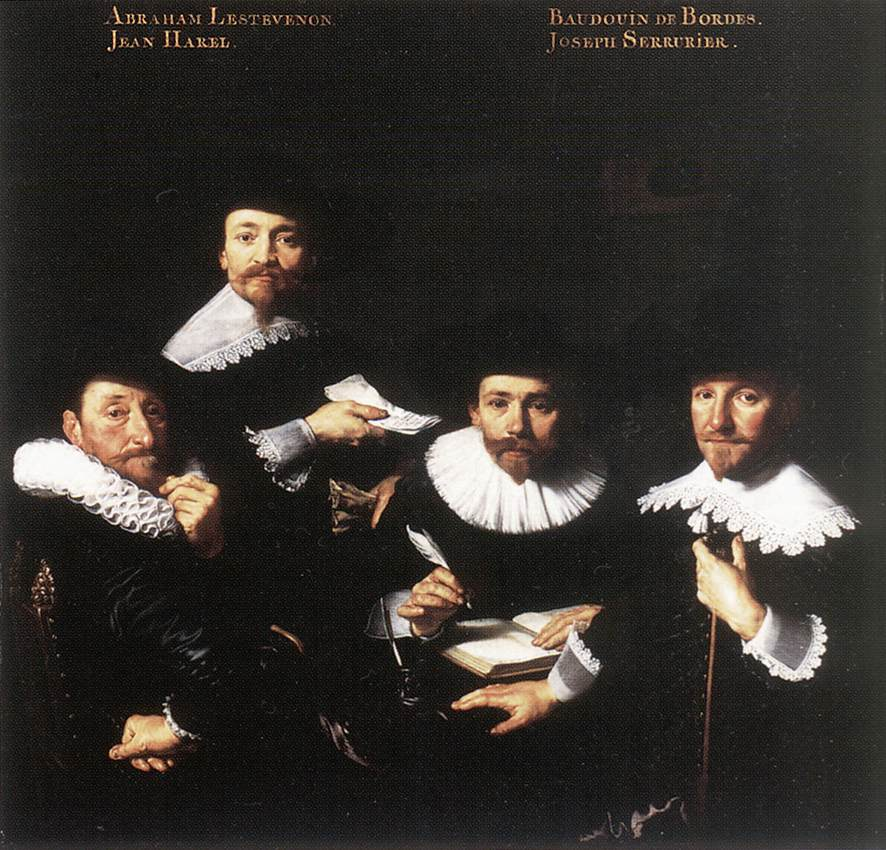
Bartholomeus van der Helst - Les Régents de l'Hospice Wallon d'Amsterdam en 1637.

- Jan Six (1618-1700), écrivain, mécène et bourgmestre d'Amsterdam
- Guillaume Groen van Prinsterer (1801-1876), homme politique anti-révolutionnaire
- Alexander de Savornin Lohman (1837-1924), homme politique membre de la Christelijk-Historische Unie
- Daniel de Superville (1696-1773)
- Daniel de Hertaing, seigneur de Marquette, dernier gouverneur de la ville d'Ostende
- Charles de Levin, seigneur de Famars (1550-1592), Grand Maître de l’artillerie des Provinces-Unies
- Charles de Heraugière (1556-1601), capitaine et commandant de Bréda
- Louis De Geer (1587-1652), père de l'industrie suédoise
- Marie de Brimeu (1550-1605), princesse de Chimay
- Marie-Christine de Lalaing (vers 1506-1558), princesse d'Epinoy, organise la défense de la ville de Tournai
- Guy de Brès (1522-1567), réformateur des Pays-Bas et auteur de la Confessio Belgica
- Marie Dentière (vers 1495-1561), théologienne
- Samuel Mareschal (1554-1640), compositeur et organiste
- Claude Le Jeune (vers 1530-1600), compositeur
- Louis Des Masures (vers 1515-1574), poète et écrivain
- Isaac Le Maire (1558-1624), fondateur et actionnaire de la Compagnie néerlandaise des Indes orientales
- Jacob Le Maire (1585-1616), premier marin à avoir franchi le Cap Horn
- Pierre Minuit (1580-1638), gouverneur de la colonie de Nouvelle-Néerlande, achète l'île de Manhattan aux Amérindiens
- Jessé de Forest (1576-1624), le premier à avoir cartographié les côtes du Suriname
- Théodore de Bry (1528-1598), dessinateur et graveur
- Sarah Rapallier (1624-1685), première européenne née en Nouvelle-Néerlande
- Philippe de Lannoy (1602-1681), ancêtre de Ulysses S. Grant et de Franklin Delano Roosevelt
- Henri Clignet (1607-1683), directeur général de la ville de Mannheim
- Gabriel Fourmennois, poète et traducteur en français de l'hymne des gueux
- Jean Taffin (1529-1602), chapelain de Guillaume d'Orange et écrivain
- Charles de l'Écluse (1526-1609), botaniste et fondateur de l'horticulture
- Daniel Godin (1576-1645), actionnaire de la Compagnie néerlandaise des Indes orientales
- Guillaume de Bèche (1573-1647), entrepreneur et homme d'affaires installé en Suède
- William Courten (1572-1636), finance la découverte de la Barbade
- Philippe de Marbais, seigneur de Loverval, signataire du Compromis des Nobles
- Nicolas de Marbais, pasteur et écrivain
- Everard de Merode, gouverneur de Bouillon et officier
- Bernard de Merode (1525-1589), officier au service des États-Généraux
- Guillaume de Prez, seigneur de Barchon (vers 1535-1596), capitaine général de l'artillerie et gouverneur de la principauté d'Orange
- Pierre Binoit (1590-1632), peintre
- Daniel Soreau (1560-1619), peintre
- Henri Daniel Guyot (1753-1828), pasteur et créateur du premier institut pour sourds aux Pays-Bas
- André Bourlette (1500-1569), homme politique et manutentionnaire de l'armée des États-Généraux